# Newsweek Argentina
Newsweek Argentina es una revista semanal de noticias; edición argentina de la norteamericana Newsweek. Tuvo una tirada de 18.000 ejemplares en el país.
Su editor responsable fue Sergio Szpolski y su director editorial, Alex Milberg. Su última edición fue publicada en 2014. En 2022 comenzó la segunda etapa esta vez de la mano de Alpha Media.
En 2020, Keep Rolling Media adquirió la licencia para el relanzamiento de la revista.

## La original
Su contraparte estadounidense, cuyo nombre original era "News-Week", fue fundada por Thomas J.C. Martyn el 17 de febrero de 1933. Ese número contenía en portada siete fotografías de las noticias de la semana. Con el tiempo, amplió el concepto de revista de noticias, desde historias personales al análisis y la crítica. En 1961, fue comprada por The Washington Post Company.
En 2003, tenía una distribución mundial de más de 4 millones de ejemplares, incluyendo 3,1 millones en Estados Unidos. Tiene ediciones en japonés, coreano, polaco, ruso y árabe, además de Newsweek International en inglés.

## La versión
Esta edición se lanzó el 2 de agosto de 2006 y perteneció al multimedios liderado por Szpolski, que es dueño de los diarios El Argentino, Buenos Aires Económico y Diagonales, además de las revistas Veintitrés y Siete Días. Gran parte de las notas fueron realizadas por la Redacción argentina, aunque también se publicaban artículos de la edición internacional.
Algunas de las empresas que anunciaban en Newsweek Argentina son: Rolex, Mont Blanc, Audi, Ford, VW, y empresas de ropa, bancos o consumo masivo.

## Personal
- Matías Loewy, editor senior

- Martín Arima, jefe de arte y tapas,

- Damián Cotarelo, coordinación general,

- Damián Fernández Beanato, corrección de estilo,

- Sandro Darío Báez, retoque fotográfico.

### Colaboradores
- Ana Gerschenson (Política),

- Rosendo Fraga (Política),

- Sergio Bergman,

- Lucas Llach y

- Sharon Begley, entre otros

También se puede leer columnas de los prestigiosos analistas de Newsweek International como Robert Samuelson.

### Secciones
- La Semana
- Periscopio
- Perspectivas
- Análisis
- Cartas

Suele contar con un rebote radial importante de emisoras como Mitre, Del Plata y Rivadavia, entre otras.